# Tempesta Martin
Martin è il nome assegnato ad una violenta tempesta di vento che ha attraversato l'Europa meridionale (Francia, Spagna, Svizzera e Italia) il 27-28 dicembre 1999.
La velocità del vento ha raggiunto i 200 km/h nel dipartimento francese di Charente-Maritime. Venti sostenuti di oltre 140 km/h sono stati osservati a Gironda, Vendée, Haute-Vienne e Haute-Garonne. La tempesta ha causato 30 incidenti mortali. Edifici e infrastrutture hanno subito gravi danni. Il 27 dicembre 1999 la tempesta ha provocato un'inondazione di una parte della centrale nucleare del Blayais, i reattori 1, 2 e 4 sono arrestati d'urgenza (il reattore 3 era fermo per manutenzione); secondo la scala INES l'evento dovrebbe essere classificato al livello 2 di guasto.